# Dan (ime)
Dan je moško osebno ime.

## Izvor imena
Ime Dan je skrajšana različica imen Bogdan oziroma Danijel.

## Pogostost imena
Po podatkih Statističnega urada Republike Slovenije je bilo na dan 31. decembra 2007 v Sloveniji število moških oseb z imenom Dan: 98.

## Osebni praznik
Osebe z imenom Dan lahko godujejo takrat kot Bogdani oziroma Danjieli.